# Bombylius simplicipennis
Bombylius simplicipennis är en tvåvingeart som beskrevs av Mario Bezzi 1924. Bombylius simplicipennis ingår i släktet Bombylius och familjen svävflugor. Inga underarter finns listade i Catalogue of Life.